# Ján Slota
Ján Slota (/jaːn ˈslɔ.ta/) est une personnalité politique slovaque (né le 14 septembre 1953 à Lietavská Lúčka). Ancien Maire de Žilina, il est le responsable du parti d'extrême droite Parti national slovaque (PNS - SNS en slovaque), qui a obtenu 11,4 % des suffrages aux législatives de juin 2006. Le PNS est membre de la coalition gouvernementale avec le HDZS de Vladimir Meciar, qui est dirigée par le social-démocrate Robert Fico.

## Polémiques
Jan Slota est décrié pour de nombreux propos racistes qu'il a proférés à l'encontre des populations Hongroises. Il fut au cœur de la polémique raciale qui opposa les deux pays en 2006.
Au début de 2008, les médias slovaques ont publié avec preuves de l'institut pour la mémoire du peuple (Ústav pamäti národa) qu'en 1971 à l'âge de 17 ans en collaboration avec d'autres slovaques Slota a volé des voitures en Autriche, après qu'il avoir, en Tchécoslovaquie, cambriolé et également saccagé des magasins de vêtements et des boucheries dans la région de Prievidza. Pour ces faits, Ján Slota, futur  président du SNS, a été reconnu coupable et a été condamné, après à son retour à domicile, après d'un mois de détention provisoire, un an et demi de prison avec sursis. Les médias slovaques ont également publié que le père de Jan Slota fut un informateur pour l'ancienne police secrète de Tchécoslovaquie. 